# سولانا (فلوریدا)
سولانا (به انگلیسی: Solana) یک منطقهٔ مسکونی در ایالات متحده آمریکا است که در شهرستان شارلوت، فلوریدا واقع شده‌است. سولانا ۴٫۳ کیلومتر مربع مساحت و ۷۴۲ نفر جمعیت دارد و ۰ متر بالاتر از سطح دریا واقع شده‌است.